# Бианка Панова
Бианка Панова е национален състезател на България по художествена гимнастика, в периода 1982 г. – 1989 г.
Тя е от плеядата „Златни момичета“ на българската художествена гимнастика. Абсолютен световен и европейски шампион, в категория „индивидуално“. Вписана е в Световни рекорди на Гинес за най-голям брой максимални оценки, получени на състезание по художествена гимнастика /СП гр. Варна, България, 1987 г./: за осем изиграни съчетания – получава осем максимални оценки „10“, спечелвайки всички пет златни медала – в многобой, лента, бухалки, въже и обръч.
Бианка Панова оставя следа в световната художествена гимнастика със своите постижения, с открояващия се техничен, елегантен и изящен стил на изпълнение. Сложността и грацията на композициите превръщат Бианка Панова в любимка на световната спортна сцена..
Постигнатите резултати в спортната ѝ кариера я правят една от най-успелите в световната художествена гимнастика.

## Биография

### Състезателна кариера
- Бианка Панова започва спортната си кариера през 1977 г. в ЦСКА с треньор Деспа Кателиева. Впоследствие преминава в УСИП /Управление спортни имоти и прояви/ при Вера Томова. През 1982 г. се присъединява към националния отбор по художествена гимнастика за девойки под ръководството на Тереза Карнич.

- Първото излизане за Бианка Панова на международната сцена е през 1983 г. в Хасково на Балканиада. Същата година носи и първи медал за нея – международен турнир в гр. Дебрецен /Унгария/.

- През 1985 г. на Световното първенство в гр. Валядолид /Испания/ Бианка Панова спечелва своя първи златен медал на лента и бронзов медал в многобоя.

- В периода 1985 – 1989 г. от Световно първенство по художествена гимнастика печели общо 9 златни медала, 2 сребърни и 1 бронзов.

- От европейски първенства за периода 1986 – 1988 г., печели 5 златни и 1 сребърен медал.

- През 1988 г. Бианка Панова участва в Олимпийските игри в гр. Сеул /Южна Корея/, където се класира на четвърто място, след изпускане на бухалките.

- До 1988 г. Бианка Панова тренира под ръководството на Нешка Робева. Кариерата ѝ на активен състезател приключва през 1989 г., след успешното ѝ участие на Световното първенство в гр. Сараево /Босна и Херцеговина – бивша Югославия/, където под ръководството на настоящия си съпруг д-р Чавдар Нинов и Людмила Димитрова, спечелва 3 златни и 2 сребърни медала.

- Огромна роля за стила на Бианка Панова има Валя Вербева – изявен балетен артист.

### Треньорска кариера
- През 1990 г. Бианка Панова започва кариера на треньор в Италия. Под нейно ръководство младата надежда на италианската художествена гимнастика Катя Пиетросанти (на италиански: Katia Pietrosanti) става първата сребърна медалистка на Италия от европейско първенство.

- През 1993 г. кариерата си на треньор продължава в Белгия, където създава клуб по художествена гимнастика, носещ името „HAPPY GYM“, който в продължение на седем години подготвя младите надежди на Белгия в три състезателни възрасти – деца, девойки, жени. През 1997 г. Бианка Панова и ръководството на „HAPPY GYM“[4] учредяват и записват в календара на FIG /Federation Internationale de Gymnastique – Международна федерация по гимнастика/ интернационален турнир, носещ името „HAPPY CUP“[5] „HAPPY CUP“ все още се провежда и съществува в календара на FIG[6].

- Под ръководството на Бианка Панова шампион на Белгия става Елке Де Бакер (на английски: Elke De Backer)[7].

- През 2015 г. в Сингапур в съдружие с Даниела Михаели Бианка Панова основава Bianka Panova Sport and Art Academy[8]

### Извънспортна дейност
- През 1988 г. се снима във филма „АкаТаМус“[9].

- През 1996 г. Бианка Панова завършва една от най-елитните частни танцови академии в Бенелюкс – „Dance Academy Brugge“. Неин ментор и учител е световно признатия джаз хореограф Хорхе Васкес (на английски: Jorge Vazquez), възпитаник на „Alvin Ailey Dance Ctr.“ Ню Йорк, САЩ. Бианка завършва академията със специалност „Джаз балет“ – лиричен джаз, характеризиращ се като чувствен и мек, изискващ солидна балетна основа.

- Омъжена е за д-р Чавдар Нинов – създател на революционната терапевтична система Миопунктура /Мускулно – Периостална Пунктура/.[10][11]. Заедно с него, през 2003 г., създават "Националния институт за интегративна медицина „Св. Йоан Рилски“. Институтът е специализиран в ранната диагностика, интензивното лечение, експертизата и профилактиката на заболяванията на опорно-двигателния апарат и хроничната мускулно-скелетна болка.

- През 2008 г. Бианка Панова участва като гост – звезда в първия сезон на българското телевизионно шоу „Dancing Stars“ и партнира на певеца Орлин Павлов във финалната вечер. На следващата 2009 г. е поканена като участник във второто издание на същото телевизионно шоу и печели с най-висок зрителски вот. Неин партньор е Светослав Василев.

### Ново поприще
- Бианка Панова е автор на книгата „В името на голямата цел - зад кадър“. Тя описва изграждането и промяната в психиката на шампиона, както и личностното му съзряване и правото му на избор, в годините на тоталитарен режим в България. Тук са и прашните тренировъчни зали, еуфорията и емоциите на световни подиуми, задкулисните игри и душевните терзания, в търсенето на смисъла на успеха. [12]

## Отличия
- 1985 Световно първенство във Валядолид, Испания /бронзов медал – многобой, златен медал – лента/
- 1986 Европейско първенство във Флоренция, Италия /златен медал – многобой, златен медал – въже и бухалки, сребърен – лента/
- 1987 Световно първенство във Варна, България /златен медал – многобой, златни медали – лента, топка, обръч и бухалки/
- 1988 Олимпийски игри – Сеул, Корея /четвърто място – многобой/
- 1988 Европейско първенство в Хелзинки, Финландия /пето място – многобой, златен медал – лента и обръч/
- 1989 Световно първенство в Сараево, Югославия /сребърен медал – многобоя, златен медал – обръч и въже, сребърен медал – топка/